# 波佩利夫希納
50°14′9″N 34°44′36″E / 50.23583°N 34.74333°E
波佩利夫什奇納（羅馬化：Popelivshchyna）是位於烏克蘭東北部的村莊，由蘇梅州奥赫蒂尔卡区的切爾內奇奇納市鎮負責管轄。該村處於沃爾斯克拉河畔，距離茹拉夫內1公里和斯克利卡7公里，海拔高度116米。